# 夢の乱入者
『夢の乱入者』（ゆめのらんにゅうしゃ）は、1990年から1997年にかけて、関西テレビ製作による関西ローカルエリア放映の深夜番組として全76回の放映がなされた音楽番組である。

## 概要
ギタリスト・渡辺香津美をメインホストとして、ベース：清水興（バカボン鈴木）、ドラムス：東原力哉（JIMI橋詰）、キーボード：島田昌典（吉弘千鶴子）らをフィーチャーして、毎回2名程度のゲストミュージシャンを迎え、「音楽で会話する」をテーマに、ジャンルに捕らわれないセッションを繰り広げる。
※（）内は、レギュラーメンバーが休みの時に参加
番組の特徴は、音楽スタジオでの「夢乱バンド」（ゆめらんばんど）（※3）のリハーサルに、セッションと称してゲストが飛び入り参加し、ジャンルを問わぬ音楽を競演するというもの。　メンバーはそれぞれリラックスした風景の中で、普段のリハーサルと変わらぬように、タバコをくゆらし、飲み物や食べ物をとっている風景を合間にはさみ、メインホストである渡辺香津美を中心に、アシスタントの冴木杏奈（※1）とゲストらとの音楽談義や、セッションする楽曲へのゲストの思い入れなどをはさみながら進められる。　セッションのスタートには、“原田芳雄（※2）と渡辺香津美　セッションする”とクレジットされる。
番組のオープニングは、渡辺のアルバム“MOBO”からの楽曲を「夢乱バンド」（※3）の演奏でスタートし、渡辺がギターを抱えスタジオ入りし、ギターをセッティングするシーンから始まり、“音楽で会話する”のクレジットに続き、本人の語りで、「え～僕は、セッションというものがすごく好きなのは、今までにない新しい人との出逢い、それから、音楽的な異端との巡り逢い、そういうのがとてもスリリングで、しかも、そういうのを演ってる内にどんどんテンションが高まっていくという気持ち良さを、あの‥感じたわけです。今日も素敵なゲストの人が乱入してくれるので、どんな風になるか今から期待でドキドキしています」と番組の性格を現すコメントに続き、“セッション”と“夢の乱入者”言う筆書きの特徴あるクレジットとともに、その日のゲストのそれぞれのセッションに対する想いが語られる。
※1：冴木杏奈は初代アシスタント

※2：初回ゲストとして参加

※3：メインホストメンバーで構成された番組オリジナルバンド

## 番組クレジット
渡辺香津美

1953年10月14日　東京に生まれる。　14歳の時、ベンチャーズ、寺内タケシなどの演奏に刺激されギターを始める。'71年、17歳でファーストアルバム「インフィニット」を発表。驚異の天才ギタリストとして注目を集めた。その後、渡辺貞夫ら、日本のジャズシーンのトップグループに在籍。'79年には伝説の「KYLYN BAND」結成。「イエローマジックオーケストラ」のワールドツアーにゲストギタリストとして参加し、世界各国から絶賛を博した。'88年には、アメリカ・ツアーやアジア・日本の現代文化の交流を目的とした東南アジア5カ国の演奏旅行で大成功を収める。

## MAIN HOST
| INSTRUMENTS | MEMBER     | SUB-MEMBER   |
| ----------- | ---------- | ------------ |
| GUITAR      | 渡辺香津美 | MAINHOST     |
| BASS GUITAR | 清水興     | バカボン鈴木 |
| KEYBOARD    | 島田昌典   | 吉弘千鶴子   |
| DRUMS       | 東原力哉   | JIMI橋詰     |

アシスタントメンバー

| 冴木杏奈    | 1990年2月～1991年3月 １周年記念LIVEを最後に卒業 |
| 久松史奈    | 1991年4月～1992年 ※                             |
| 結城めぐみ  | 1992年 ※                                        |
| 金子恵実    | ※                                               |
| ギラ ジルカ | ※                                               |
| 近藤ナツコ  | ※                                               |
| SAKURA      | ※                                               |

## 製作
音楽番組でありながら、その時その時のセッションの一瞬を記録すると言う事からも、ドキュメンタリータッチで行われたが、それぞれの表情をしっかりと記録する為に、映像はバラ回しと言われる複数台のカメラによる同時記録がなされ、音については、音楽レコーディングと同様に、マルチレコーディングが行われた。
また、演奏するギターのネックにCCDカメラを装着したりなど、当時としては新しい試みにより新しい表現をしたものであった。

## スタッフ
- 構成：高柳保男
- 技術：大森洋
- カメラ：藤原英俊、鈴木幸夫、長井龍男、横山和明
- VE：並川巌
- 音声：奥村肇、坂田常夫、瀬戸口雅裕
- 照明：中島矩孝、橋口温知（大阪共立）、吉岡誠（大阪共立）、川田淳一（大阪共立）
- 編集：山田万樹
- PA：琴谷中（N&N）
- 美術：中村浩三（関西テレビアートセンター）
- デザイン：上里忠男、装飾：広山淳史（高津商会）
- AD：武田正（エキスプレス）
- 音楽コーディネート：佐藤正浩（パラビジョン）、本村鐐乃輔（PIT INN）
- プロデューサー：遠山伸彦
- ディレクター：竹原栄一
- 制作著作：関西テレビ

## PROGRAM DATE & GUEST
| NO  | DATE       | GUEST                                              | REMARKS1    | REMARKS2                      |
| --- | ---------- | -------------------------------------------------- | ----------- | ----------------------------- |
| #1  | 1990/2/16  | 原田芳雄、上田正樹                                 | STUDIO LIVE | KTV-STUDIO No.4               |
| #2  | 1990/4/19  | もんたよしのり、桑名正博                           | STUDIO LIVE | KTV-STUDIO No. ※              |
| #3  | 1990/5/1   | つのだ☆ひろ、内藤やす子                            | STUDIO LIVE | KTV-STUDIO No.4               |
| #4  | 1990/6/2   | ちわきまゆみ、かまやつひろし                       | STUDIO LIVE | KTV-STUDIO No.1               |
| #5  | 1990/7/15  | BORO、木の実ナナ、小林康弘                         | STUDIO LIVE | KTV-STUDIO No. ※              |
| #6  | 1990/8/17  | 木村秀勝、石田長生                                 | STUDIO LIVE | KTV-STUDIO No. ※              |
| #7  | 1990/9/8   | ぼんちおさむ、大橋純子                             | STUDIO LIVE | KTV-STUDIO No.1               |
| #8  | 1990/10/16 | 坂田明、桑名晴子                                   | STUDIO LIVE | KTV-STUDIO No.1               |
| #9  | 1990/11/13 | 近藤房之助、宮本典子、※もんたよしのり              | STUDIO LIVE | KTV-STUDIO No.1               |
| #10 | 1990/12/8  | 鈴木聖美、ザ・キング・トーンズ                     | STUDIO LIVE | KTV-STUDIO No.1               |
| #11 | 1991/1/10  | Kenny Taylor Jr.（田中健）、りりィ                 | STUDIO LIVE | KTV-STUDIO No.1               |
| #12 | 1991/2/9   | 原田真二、渡辺真知子                               | STUDIO LIVE | KTV-STUDIO No. ※              |
| #13 | 1991/3/5   | 山岸潤史、石田長生、近藤房之助、大橋純子、桑名晴子 | HALL LIVE   | MID THEATER 1周年記念ライブ#1 |
| #14 |            | もんたよしのり、桑名正博、原田芳雄、冴木杏奈       |             | MID THEATER 1周年記念ライブ#2 |
| #15 | 1991/4/4   | 加藤登紀子、金子飛鳥                               | STUDIO LIVE | KTV-STUDIO No.2               |
| #16 | 1991/5/13  | ヴァレリー・ウェリントン、河内家菊水丸、妹尾隆一郎 | STUDIO LIVE | KTV-STUDIO No.1               |
| #17 | 1991/6/10  | 山下洋輔、中島らも                                 | STUDIO LIVE | KTV-STUDIO No.1               |
| #18 | 1991/7/8   | 鈴木ヒロミツ、EVE                                  | STUDIO LIVE | KTV-STUDIO No.1               |
| #19 | 1991/7/30  | Resonance Vox、金子飛鳥、久松史奈、coba、上田正樹  | HALL LIVE   | IMPホール LIVE2               |

※印は、インターネット検索による未確認情報

### 特別編
- 2011年7月22日、『原田芳雄さん追悼 夢の乱入者』。原田芳雄の追悼番組として原田がゲスト出演した1990年2月28日放送回を再放送。27:35-28:25
- 2012年11月1日、『〜追悼・桑名正博〜夢の乱入者 グッドバイ!ナニワのソウルマン』。桑名正博の追悼番組として桑名がゲスト出演した初回（1990年4月30日放送）の内容を再編集して放送[1]。28:45-29:00